# Siphona testacea
Siphona testacea là một loài ruồi trong họ Tachinidae.